# Bukitmas
Bukitmas is een bestuurslaag in het regentschap Alor van de provincie Oost-Nusa Tenggara, Indonesië. Bukitmas telt 690 inwoners (volkstelling 2010).